# پتار اشکولتیچ
پتار اشکولتیچ (صربی: Petar Škuletić؛ زادهٔ ۲۹ ژوئن ۱۹۹۰) بازیکن فوتبال اهل صربستان است.
از باشگاه‌هایی که در آن بازی کرده‌است می‌توان به باشگاه فوتبال وویوودینا، باشگاه فوتبال لاسک، باشگاه فوتبال پارتیزان، باشگاه فوتبال رادنیشکی نیش و باشگاه فوتبال لوکوموتیو مسکو اشاره کرد.
وی همچنین در تیم ملی فوتبال صربستان بازی کرده‌است.